# Возрождение (Белыничский район)
Возрождение (бел. Адраджэнне) — посёлок в составе Лебедянковского сельсовета Белыничского района Могилёвской области Республики Беларусь.

## Население
- 2010 год — 2 человека